# 1168 Brandia
Az 1168 Brandia (ideiglenes jelöléssel 1930 QA) a Naprendszer kisbolygóövében található aszteroida. Eugène Joseph Delporte fedezte fel 1930. augusztus 25-én.